# Tamás (keresztnév)
A Tamás férfinév arámi eredetű szó, a Teomo névből származik, melynek jelentése iker. A görögök vették át Thomasz formában, mivel a görögben voltak ilyen alakú szavak, nyertes és csodálatos jelentéssel. Női párja: Tomázia.

## Gyakorisága
Az 1990-es években igen gyakori név, a 2000-es években a 7-11. leggyakoribb férfinév.

## Névnapok
- január 28.[3]
- március 7.[3]
- június 22.[3]
- július 3.[3]
- július 6.[3]
- augusztus 25.[3]
- szeptember 22.[3]
- október 2.[3]
- december 21.[3]
- december 29.[3]

A magyar naptárakban, kalendáriumokban szereplő három hivatalos Tamás-nap: március 7. (Aquinói Szent Tamás régi egyházi ünnepnapja), december 21. (Tamás apostol régi egyházi emléknapja) és december 29. (Canterburyi Szent Tamás emléknapja). Ezenkívül még több más nem hivatalos Tamás-névnap is szerepel a részletesebb névnaplistákon, így Tamás apostol és Aquinói Szent Tamás mai egyházi emlékünnepe (július 3., illetve január 28.), valamint további Tamás nevű szentek ünnepei.
A három hivatalos névnap közül a legfontosabb december 21-e, a magyar néphagyomány szerinti Tamás-nap, amelyhez a karácsonyi ünnepkör részeként különféle népszokások fűződnek.

## Idegen nyelvű névváltozatai
- Thomas (német, angol, francia, holland)
- Tomas (svéd, holland)
- Tomás (spanyol, ír)
- Tomé (galíciai)
- Tommaso (olasz)
- Teomo (héber, arámi)
- Θωμάς (Thómasz) (görög)
- თომა (Toma) (grúz)
- Tomasz (lengyel)
- Tuomas (finn)
- Фома (Foma) (orosz)
- Tham
- Tomez
- Tomáš (cseh, szlovák)
- Tuami (marokkói)
- Tivish (gall)
- Thomas (dán)
- Tomaž (szlovén)
- Toomas (észt)
- Тома (Toma) (bolgár, szerb)
- Tomas (horvát, román)
- Тамаш (Tamas) (fehérorosz)
- Tómas (izlandi)
- Oomen (maláji)
- Tomàs (katalán)
- トマス (Tomasu) (japán)
- 도마 (Doma) (koreai)
- Tomaz (portugál)
- Tomos (walesi)
- தாமஸ் (Tāmas) vagy தோமா (Tōmā) (tamil)
- ܬܐܘܡܐ (Toma) (asszír)

## Híres Tamások
- Szent Tamás apostol
- Esze Tamás hadvezér
- Thomas More (szent) angol jogász, író, költő, államférfi
- Kásás Tamás  ( 3-szoros olimpiai aranyérmes vizilabdázó)
- Cseh Tamás (Kossuth- és Liszt Ferenc-díjas magyar zeneszerző, énekes, színész, előadóművész, rajztanár.)